# Famille de Mièges
La famille de Mièges est une famille de la noblesse de Franche-Comté.

## Histoire
Pierre de Mièges, dit « le Blanc ». Au début du XIIe siècle, il est nommé dans un acte de cession à l'abbaye de Balerne de ses dîmes qu'il perçoit sur les vignes de Perrigny. Il est cité comme témoin dans l'acte de donation à ce même monastère, d'Élisabeth de Molpré, femme de Pierre de Molpré, de ce qui lui appartient de la tour de Poligny (appelée tour de Savaric de Saint-Germain) en 1209.
De son épouse inconnue, il a :
- Pierre II,
- Guy,
- Humbert, chevalier, il est le père de Simonin, Jean, Odet et Etevenet,
- Jeannin, qui en 1281 vend à Jean de Chalon ce qu'il possède sur le territoire de Mièges.

Pierre II de Mièges, chevalier, aliène en 1270 en faveur de Laure de Commercy, veuve de Jean Ier de Chalon, la prévôté de Mièges. Sa postérité n'est pas connue.
Guy de Mièges, chevalier, surnommé « le Blanc ». Il vend en 1265 l'autre moitié de la prévôté.
Jean de Mièges, damoiseau, est le fils du précédent. Il est nommé dans une charte de l'abbaye de Beaume en 1295. Il épouse Étiennette.
Alexandre de Mièges, chevalier, est le fils du précédent et d'Étiennette. De son épouse inconnue, il a Guillemette qui épouse Jean de Molpré, dit « Molprelet », damoiseau.
D'autres membres de cette maison sont cités dans divers actes. Simon de Mièges, en 1237, donne à l'abbaye de Mont-Sainte-Marie ce qu'il possède des dîmes de la grange de Montorge et de Parcours à Boujailles. Le même don est fait en 1239 par Willerme et Jean de Mièges. Plusieurs membres de cette famille vendent leur bien à Laure de Commercy, comtesse de Bourgogne, notamment Jean de Mièges, clerc en 1270 ; Jacquette, fille de Guillame de Mièges ; Poincard de Mièges et son épouse Béatrix en 1275 ; Anne, fille de Vauchier de Mièges en 1290.